# أداما دياموندي
أداما داياموندي (بالنرويجية البوكمول: Adama Diomande)‏ (14 فبراير 1990 النرويج - ) هو لاعب كرة قدم نرويجي، يلعب كمهاجم .

## وصلات خارجية
- آجاما داياموندا على موقع الاتحاد الأوربي (الإنجليزية)
- آجاما داياموندا على موقع اتحاد النرويج (النرويجية)
- آجاما داياموندا على موقع الدوري الأمريكي (الإنجليزية)
- آجاما داياموندا على موقع قاعدة بيانات كرة القدم.إي يو (الإنجليزية)
- آجاما داياموندا على موقع ناشيونال فوتبول تيمز (الإنجليزية)
- آجاما داياموندا على موقع Soccerbase.com (لاعب) (الإنجليزية)
- آجاما داياموندا على موقع Soccerway.com (الإنجليزية)
- آجاما داياموندا على موقع عالم كرة القدم.نت (الإنجليزية)
- آجاما داياموندا على موقع AS.com (الإسبانية)